# 馬特奧·扎尼尼
馬特奧·扎尼尼（義大利語：Matteo Zanini；1994年5月20日—）是一位意大利足球運動員。在場上的位置是后卫。他現在效力於意大利足球甲級聯賽球隊切塞納足球俱樂部。